# 魔法学園アヴィリオン
魔法学園アヴィリオン（まほうがくえんアヴィリオン）は、携帯電話向けMMORPGである。

## 概要
2004年6月21日にブイシンクが正式サービスを開始し、2009年12月1日にウインライトへ運営移管しているが、ウインライト側は運営移管後から本サービスに対する管理放棄を続けていた（2013年6月30日にサービスが終了するまで）。
運営移管後は一切の更新がされておらず、2010年2月22日を最後にメンテナンスすら行われていない。シナリオ追加、季節イベント、クジといった運営が移管前に精力的に行っていた内容についても一切行われず、問い合せに関してもほぼ音信不通となっており、極まれに返答があっても「今後とも○○（同社の別のMMORPGの名前）をよろしくお願いします」と書かれたメールが贈られてくることもあった。
移管後から事実上のサービス停止状態となっている。これらに関して、ウインライト側からの告知は一切行われておらず、公式サイトも移管後からコピーライトが変更されてからは更新されていない。
2013年5月31日にマイメニューの登録を停止、同年6月30日にウィンライトはついに運営移管後、上記のイベントやアップデートなど一切の更新をする事なくサービスを終了した。社は閉鎖の理由を「システム改修・サービス拡張の継続が困難なため」としている。

## システム
今作はプレイヤーが他プレイヤーを傭兵のように雇って仲間にして通常のRPGのようにシナリオをクリアしていくスタイルになっており、パーティを解散した際にメンバーにしたプレイヤーに経験値やお金などが配布されるシステムになっている。育成方法は通常のレベルアップ方式になっているがスキルは個人の自由で修練値を消費して覚えるシステムになっており、スキルやアイテムなども戦闘の際に使うものをカスタマイズできるようになっているためプレイヤーごとの個性が出せるようになっている。シナリオは現在15章まで公開されており、各章は必要対応LVが設定されているためLVが一定にならないとNPCにLVを上げてくるよう促される仕様になっている。またナンバーズのようなクジが行われており、これに当選したプレイヤーは賞金をえることができる。「錬金術」システムなど、新システムも準備される予定であったが、NPCが用意されるのみに至り、全期のクジと同様、今は完全に機能が停止しており利用することはできない。
第1章「勇者の学園」
- 対象LV1 - 10

第2章「水の巫女」
- 対象LV10 - 20

第3章「三人の魔術師」
- 対象LV20 - 30

第4章「臨海学園アヴィリオン」
- 対象LV30 - 40

第5章「野望の王子」
- 対象LV40 - 50

第6章「守護竜の乙女」
- 対象LV50 - 55

第7章「ワルプルギスの王たち」
- 対象LV55 - 60

第8章「奔放なる者」
- 対象LV60 - 65

第9章「開かれた黒き門」
- 対象LV65 - 70

第10章「伝説の箱舟」
- 対象LV70 - 75

第11章「林間学校アヴィリオン」
- 対象LV75 - 80

第12章「因果の糸」
- 対象LV80 - 85

第13章「英雄たちの戦記」
- 対象LV85 - 90

第14章「東方からの使者」
- 対象LV90 - 95

第15章「境界の絆」
- 対象LV95 - 100

## クラス
プレイヤーは魔法学園アヴィリオンの生徒となってクラスという職業を選び、そのクラス別の講師に修練を受ける事で修練値を得ることができる。また他職業の講師から修練をうけることはできない。
ファイター
- 接近戦に特化しており、強力な武具を装備できるが遠距離が苦手な職業。オーソドックスなスキルが多いほか、ソーサラーほどではないが範囲攻撃を使えるようになる。

スカウト
- 戦闘面においてはファイターに劣るが短剣や弓を使って戦うことができ、後方からも攻撃を加えることができる。また、相手から得るアイテムを多くしたり敵を足止めするなど特殊なスキルも多いテクニカルなクラス

グラップラー
- ファイター以上の接近戦特化クラス。連撃が強力な上非常に強力な威力を誇るスキルを多数もつが、範囲攻撃ができないため注意が必要。ボスキラーとして役立つクラス。

ミスティック
- 回復魔法や補助魔法などが使え、パーティの生命線となりうる。戦闘力こそ低いが全体を回復する魔法や状態異常を回復する魔法などを覚えるので非常に重宝するクラス。

ソーサラー
- 攻撃魔法に特化したクラス。属性攻撃を得意としており弱点属性を突いた際は非常に大きな戦果を得ることができる。また敵に状態異常を起こすなどの魔法も持っている。敵が多いマップでは非常に重宝するクラス

## 注意事項
プレイ時には毎回のようにデータを取得するので、パケット定額制への加入が推奨されている。
対応機種
- NTTドコモ - PRIMEシリーズ/STYLEシリーズ/FOMA900i以降/703i以降
- au - BREW3.1、BREW4.0に対応した各機種